# Bundestagswahlkreis Coesfeld – Steinfurt II
Der Wahlkreis Coesfeld – Steinfurt II (Wahlkreis 126; bis zur Bundestagswahl 2021 Wahlkreis 127) ist ein Bundestagswahlkreis in Nordrhein-Westfalen. Er umfasst den gesamten Kreis Coesfeld sowie die Gemeinden Altenberge, Laer und Nordwalde vom Kreis Steinfurt. Der Wahlkreis wurde seit seinem Bestehen immer von jeweiligen Kandidaten der CDU gewonnen.
In der Wahl zum 19. Deutschen Bundestag ist neben dem direkt gewählten Marc Henrichmann, CDU, auch Friedrich Ostendorff, Grüne, über die Landesliste in den Bundestag eingezogen. Seitens der SPD betreut Jürgen Coße (Bundestagswahlkreis Steinfurt III) auf Grund der internen Regelungen der SPD-Bundestagsfraktion den Wahlkreis, wobei die drei Orte im Kreis Steinfurt gemeinsam mit Sarah Lahrkamp (Bundestagswahlkreis Steinfurt I – Borken I) betreut werden.

## Wahlkreisgeschichte
Der Wahlkreis Coesfeld – Steinfurt II wurde zur Bundestagswahl 1980 neu gebildet. Zuvor bestand seit der Bundestagswahl 1965 der Wahlkreis Steinfurt – Coesfeld, jedoch mit einem anderen Zuschnitt. Von 1949 bis 1961 gehörte der alte Kreis Coesfeld zum Wahlkreis Lüdinghausen – Coesfeld und der alte Kreis Steinfurt zum Wahlkreis Steinfurt – Tecklenburg.
| Wahl      | Wahlkreisname               | Gebiet                                                                           |
| --------- | --------------------------- | -------------------------------------------------------------------------------- |
| 1965–1976 | 96 Steinfurt – Coesfeld     | Kreis Coesfeld, Kreis Steinfurt                                                  |
| 1980–1998 | 97 Coesfeld – Steinfurt I   | Kreis Coesfeld, Kreis Steinfurt (teilw.)                                         |
| 2002–2009 | 128 Coesfeld – Steinfurt II | Kreis Coesfeld, die Gemeinden Altenberge, Laer und Nordwalde vom Kreis Steinfurt |
| 2013–2021 | 127 Coesfeld – Steinfurt II | Kreis Coesfeld, die Gemeinden Altenberge, Laer und Nordwalde vom Kreis Steinfurt |
| 2025–     | 126 Coesfeld – Steinfurt II | Kreis Coesfeld, die Gemeinden Altenberge, Laer und Nordwalde vom Kreis Steinfurt |

## Wahlkreisabgeordnete
| Wahl | Abgeordneter | Abgeordneter       | Partei | Stimmen in % |
| ---- | ------------ | ------------------ | ------ | ------------ |
| 1965 |              | Heinrich Hörnemann | CDU    | 67,5         |
| 1969 |              | Gottfried Köster   | CDU    | 63,6         |
| 1972 | 59,0         | Gottfried Köster   | CDU    |              |
| 1976 | 60,4         | Gottfried Köster   | CDU    |              |
| 1980 |              | Wilhelm Rawe       | CDU    | 59,3         |
| 1983 | 65,5         | Wilhelm Rawe       | CDU    |              |
| 1987 | 58,4         | Wilhelm Rawe       | CDU    |              |
| 1990 | 56,9         | Wilhelm Rawe       | CDU    |              |
| 1994 |              | Werner Lensing     | CDU    | 52,8         |
| 1998 | 50,3         | Werner Lensing     | CDU    |              |
| 2002 | 49,3         | Werner Lensing     | CDU    |              |
| 2005 |              | Karl Schiewerling  | CDU    | 51,6         |
| 2009 | 50,8         | Karl Schiewerling  | CDU    |              |
| 2013 | 56,1         | Karl Schiewerling  | CDU    |              |
| 2017 |              | Marc Henrichmann   | CDU    | 51,6         |
| 2021 | 40,9         | Marc Henrichmann   | CDU    |              |
| 2025 | 45,6         | Marc Henrichmann   | CDU    |              |

Von 1980 bis zur Bundestagswahl 1998 hieß der Wahlkreis Coesfeld – Steinfurt I.

## Wahlergebnisse

### Bundestagswahl 2025
Zur Wahl standen:
| Kandidaten                                           | Kandidaten                    | Parteien/Listen     | Erststimmen | Erststimmen | Zweitstimmen | Zweitstimmen |
| Kandidaten                                           | Kandidaten                    | Parteien/Listen     | Stimmen     | %           | Stimmen      | %            |
| ---------------------------------------------------- | ----------------------------- | ------------------- | ----------- | ----------- | ------------ | ------------ |
|                                                      | Johannes Waldmann             | SPD                 | 34.151      | 20,2        | 30.231       | 17,9         |
|                                                      | Marc Henrichmanngewählt im WK | CDU                 | 76.817      | 45,5        | 67.890       | 40,2         |
|                                                      | Hanna Hüwe                    | GRÜNE               | 26.570      | 15,7        | 22.841       | 13,5         |
|                                                      | Sebastian Dietmar Loest       | FDP                 | 5.410       | 3,2         | 7.231        | 4,3          |
|                                                      | Erwin August Schwar           | AfD                 | 20.523      | 12,1        | 21.275       | 12,6         |
|                                                      | Sonja Crämer-Gembalczyk       | Die Linke           | 7.708       | 4,6         | 9.221        | 5,5          |
|                                                      | –                             | Tierschutzpartei    | –           | –           | 1.664        | 1,0          |
|                                                      | –                             | Die PARTEI          | –           | –           | 776          | 0,5          |
|                                                      | –                             | dieBasis            | –           | –           | 271          | 0,2          |
|                                                      | –                             | Team Todenhöfer     | –           | –           | 177          | 0,1          |
|                                                      | –                             | FREIE WÄHLER        | –           | –           | 766          | 0,5          |
|                                                      | Diana Nicole Diel             | Volt                | 2.346       | 1,4         | 1.164        | 0,7          |
|                                                      | –                             | MLPD                | –           | –           | 18           | 0,0          |
|                                                      | –                             | PdF                 | –           | –           | 346          | 0,2          |
|                                                      | –                             | BÜNDNIS DEUTSCHLAND | –           | –           | 164          | 0,1          |
|                                                      | –                             | BSW                 | –           | –           | 4.776        | 2,8          |
|                                                      | –                             | MERA25              | –           | –           | 27           | 0,0          |
|                                                      | –                             | WerteUnion          | –           | –           | 83           | 0,0          |
| Gesamt                                               | Gesamt                        | Gesamt              | 168.921     | 100         | 168.921      | 100          |
|                                                      |                               |                     |             |             |              |              |
| Ungültige Stimmen                                    | Ungültige Stimmen             | Ungültige Stimmen   | 868         | 0,5         | 868          | 0,5          |
| Wähler                                               | Wähler                        | Wähler              | 169.789     | 87,5        | 169.789      | 87,5         |
| Wahlberechtigte                                      | Wahlberechtigte               | Wahlberechtigte     | 194.072     |             | 194.072      |              |
|                                                      |                               |                     |             |             |              |              |
| Quellen: Die Bundeswahlleiterin, Ergebnisse der Wahl |                               |                     |             |             |              |              |

### Bundestagswahl 2021
| Kandidaten                                            | Kandidaten                    | Parteien/Listen      | Erststimmen | Erststimmen | Zweitstimmen | Zweitstimmen |
| Kandidaten                                            | Kandidaten                    | Parteien/Listen      | Stimmen     | %           | Stimmen      | %            |
| ----------------------------------------------------- | ----------------------------- | -------------------- | ----------- | ----------- | ------------ | ------------ |
|                                                       | Marc Henrichmanngewählt im WK | CDU                  | 65.402      | 40,9        | 55.230       | 34,5         |
|                                                       | Johannes Waldmann             | SPD                  | 40.145      | 25,1        | 42.647       | 26,6         |
|                                                       | René Arning                   | FDP                  | 12.409      | 7,8         | 17.927       | 11,2         |
|                                                       | Leonhard Martin               | AfD                  | 7.241       | 4,5         | 7.339        | 4,6          |
|                                                       | Anne-Monika Spallek           | GRÜNE                | 27.069      | 16,9        | 25.506       | 15,9         |
|                                                       | Klaus Stegemann               | DIE LINKE            | 4.242       | 2,7         | 4.093        | 2,6          |
|                                                       | –                             | Die PARTEI           | –           | –           | 1.348        | 0,8          |
|                                                       | –                             | Tierschutzpartei     | –           | –           | 1.595        | 1,0          |
|                                                       | –                             | PIRATEN              | –           | –           | 580          | 0,4          |
|                                                       | Stephan Heitbaum              | FREIE WÄHLER         | 1.858       | 1,2         | 998          | 0,6          |
|                                                       | –                             | NPD                  | –           | –           | 121          | 0,1          |
|                                                       | –                             | ÖDP                  | –           | –           | 101          | 0,1          |
|                                                       | –                             | V-Partei³            | –           | –           | 79           | 0,0          |
|                                                       | –                             | Gesundheitsforschung | –           | –           | 179          | 0,1          |
|                                                       | –                             | MLPD                 | –           | –           | 8            | 0,0          |
|                                                       | –                             | Die Humanisten       | –           | –           | 83           | 0,1          |
|                                                       | –                             | DKP                  | –           | –           | 18           | 0,0          |
|                                                       | –                             | SGP                  | –           | –           | 5            | 0,0          |
|                                                       | Heinz Eul                     | dieBasis             | 1.580       | 1,0         | 1.184        | 0,7          |
|                                                       | –                             | Bündnis C            | –           | –           | 51           | 0,0          |
|                                                       | –                             | du.                  | –           | –           | 45           | 0,0          |
|                                                       | –                             | LIEBE                | –           | –           | 152          | 0,1          |
|                                                       | –                             | LKR                  | –           | –           | 30           | 0,0          |
|                                                       | –                             | PdF                  | –           | –           | 42           | 0,0          |
|                                                       | –                             | LfK                  | –           | –           | 151          | 0,1          |
|                                                       | –                             | Team Todenhöfer      | –           | –           | 262          | 0,2          |
|                                                       | –                             | Volt                 | –           | –           | 408          | 0,3          |
| Gesamt                                                | Gesamt                        | Gesamt               | 159.946     | 100         | 160.182      | 100          |
|                                                       |                               |                      |             |             |              |              |
| Ungültige Stimmen                                     | Ungültige Stimmen             | Ungültige Stimmen    | 1.118       | 0,7         | 882          | 0,5          |
| Wähler                                                | Wähler                        | Wähler               | 161.064     | 82,7        | 161.064      | 82,7         |
| Wahlberechtigte                                       | Wahlberechtigte               | Wahlberechtigte      | 194.695     |             | 194.695      |              |
|                                                       |                               |                      |             |             |              |              |
| Quellen: Die Bundeswahlleiterin, Kandidaten – Stimmen |                               |                      |             |             |              |              |

### Bundestagswahl 2017
| Direktkandidat       | Partei                | Erststimmen in % | Zweitstimmen in % |
| -------------------- | --------------------- | ---------------- | ----------------- |
| Marc Henrichmann     | CDU                   | 51,6             | 44,0              |
| Ulrich Hampel        | SPD                   | 23,5             | 21,0              |
| Daniel Fahr          | FDP                   | 10,5             | 13,6              |
| Friedrich Ostendorff | Bündnis 90/Die Grünen | 8,2              | 7,5               |
| Gernod Röken         | Die Linke.            | 6,2              | 5,4               |

### Bundestagswahl 2013
| Direktkandidat       | Partei                            | Erststimmen in % | Zweitstimmen in % |
| -------------------- | --------------------------------- | ---------------- | ----------------- |
| Karl Schiewerling    | CDU                               | 56,1             | 50,1              |
| Ulrich Hampel        | SPD                               | 26,8             | 25,6              |
| Daniel Fahr          | FDP                               | 2,6              | 5,6               |
| Friedrich Ostendorff | Bündnis 90/Die Grünen             | 7,0              | 8,1               |
| Ali Atalan           | Die Linke.                        | 3,3              | 4,2               |
| Ulrich Schumacher    | PIRATEN                           | 1,9              | 1,8               |
| Dorothe van Suntum   | AfD / Alternative für Deutschland | 2,0              | 2,8               |
| Hubert Töllers       | Familie                           | 0,3              | -                 |
| -                    | Sonstige                          | -                | 1,7               |

### Bundestagswahl 2009
| Direktkandidat         | Partei                | Erststimmen in % | Zweitstimmen in % | Bundestagswahl 2005 Zweitstimmen in % |
| ---------------------- | --------------------- | ---------------- | ----------------- | ------------------------------------- |
| Angelica Schwall-Düren | SPD                   | 26,1             | 21,9              | 31,5                                  |
| Karl Schiewerling      | CDU                   | 50,8             | 42,6              | 44,9                                  |
| Daniel Fahr            | FDP                   | 9,8              | 16,5              | 11,0                                  |
| Jutta Bergmoser        | Bündnis 90/Die Grünen | 7,4              | 9,4               | 7,1                                   |
| Bernhard Perrefort     | Die Linke             | 5,3              | 5,9               | 3,5                                   |
| –                      | REP                   | –                | 0,1               | 0,2                                   |
| –                      | Die Tierschutzpartei  | –                | 0,5               | 0,4                                   |
| Nicole Elisabeth Rohde | NPD                   | 0,7              | 0,5               | 0,5                                   |
| –                      | Familie               | –                | 0,5               | 0,4                                   |
| –                      | PIRATEN               | –                | 1,4               | -                                     |
| –                      | RENTNER               | –                | 0,3               | -                                     |
| –                      | Zentrum               | –                | 0,1               | 0,0                                   |
| –                      | BüSo                  | –                | 0,0               | 0,0                                   |
| –                      | Volksabstimmung       | –                | 0,1               | 0,1                                   |
| –                      | MLPD                  | –                | 0,0               | 0,0                                   |
| –                      | PSG                   | –                | 0,0               | 0,0                                   |
| –                      | RRP                   | –                | 0,1               | -                                     |
| –                      | ödp                   | –                | 0,1               | -                                     |